# 中テレくん
中テレくん（ちゅうテレくん）は、福島県にある日本テレビ系列のテレビ局・福島中央テレビ（中テレ）のマスコットキャラクターである。

## 概要
2006年6月1日のゴジてれシャトル放送中の午後5時17分56秒に樽の中から誕生。
黄色く、福島中央テレビの「中」をかたどったデザインが特徴。
誕生以降、自局のCMなどに頻繁に登場して、放送対象地域である福島県民に親しまれている。
中テレくんをデザインしたエコバッグも発売し、即日完売した。
2013年10月、着ぐるみ制作に伴い「足を自由自在に出し入れできる」という設定が追加された。

## プロフィール
- 名前：中テレくん
- 性別：不明 （オスではないかとの情報）
- 生年月日：2006年6月1日　地上デジタル放送開始とともに誕生。2006年5月下旬にFCT本社屋上のデジ樽にデジタル放送の試験電波があたり、生命が宿ったとの情報。
- 名前の由来：福島中央テレビの「中」の字に形が似ていて、この生物が照れていたので「中テレ」と命名。
- 出身地：FCT本社屋上（福島県郡山市池ノ台13-23）
- 出没場所：普段は福島中央テレビ本社の受付の前でおとなくしているが、「ゴジてれChu！」が始まるとアナウンサーよりも早くスタジオに現れる。
- 性格：照れ屋
- 趣味：かくれんぼ（照れ屋なので）
- 好物：会津の馬刺し、あんこうのどぶ汁、あんぽ柿、キュウリ（いずれも福島の特産品）
- サイズ：10センチから10メートルまで変幻自在
- 体重：10グラムから10キログラムまで変幻自在

## 福島県内テレビ局の他局のキャラクター
- ふくたん - 福島テレビのキャラクター
- ときまる - 福島放送のキャラクター
- ロッキュン - テレビユー福島のキャラクター